# 1-Cloro-hexano
1-Clorohexano ou cloreto de hexila é o composto químico organoclorado com fórmula C6H13Cl e massa molecular 120,620399. Apresenta ponto de fusão de -94 °C, ponto de ebulição de 135 °C e densidade 0,88.